# Willem Assmann
Willem Peter Gerard (Wim) Assmann (Roosendaal, 26 augustus 1907 - Roosendaal, 27 mei 1993) was een Nederlands journalist en Tweede Kamerlid namens de Katholieke Volkspartij.
Assmann was de zoon van een bedrijfsleider in een sigarenfabriek, en voltooide het gymnasium aan het Rooms-Katholieke Bisschoppelijk College in Roermond. Hij was een serieus, enigszins afstandelijk en weinig op de voorgrond tredend journalist-politicus; geboren en getogen in het Brabantse Roosendaal. Daar was hij verslaggever van de regionale krant De Grondwet (sinds 1941 het Brabants Nieuwsblad) en vanaf 1945 hoofdredacteur. Dat bleef hij tijdens zijn zestienjarig lidmaatschap van de KVP-fractie van 1956 tot 1972, al liet hij de dagelijks leiding over aan zijn adjunct. Hardwerkend Kamerlid dat zich op gedegen wijze bezighield met post- en telefoniezaken, handelsbetrekkingen (vooral in Benelux-verband) en waterstaat.
In 1964 behoorde Assmann tot de minderheid van zijn fractie die tegen het wetsvoorstel Instelling openbaar lichaam Rijnmond stemde, en ook tot de fractieminderheid die vóór het door het kabinet onaanvaardbaar verklaarde amendement-Scheps stemde, waardoor de Bijlmermeer bij de gemeente Amsterdam zou worden gevoegd. In 1966 was hij in tegenstelling tot de meerderheid van zijn fractie tegen het (verworpen) wetsvoorstel inzake een numerus fixus voor de studie geneeskunde en in 1967 stemde hij tegendraads tegen artikel 22 (exclusief publicatierecht prorgammagegevens voor omroepverenigingen) van de Omroepwet.
Van 1965 tot 1969 was hij voorzitter van de bijzondere commissie die ging over de vernieuwing van de Telegraaf- en Telefoonwet 1904, en van maart tot september 1967 was hij voorzitter van de vaste Tweede Kamercommissie voor Deltazaken. Van 1967 tot 1973 was Assmann ook lid van de Raadgevende Interparlementaire Beneluxraad. In 1968 werd Assmann benoemd tot ridder in de Orde van de Nederlandse Leeuw.